# Wishful Thinking
"Wishful Thinking" is een nummer van de Britse band China Crisis uit 1984. Het nummer verscheen op hun album Working with Fire and Steel – Possible Pop Songs Volume Two uit 1983. Dat jaar werd het nummer uitgebracht als de derde single van het album.

## Achtergrond
"Wishful Thinking" is geschreven door groepsleden Gary Daly en Eddie Lundon en geproduceerd door Mike Howlett. Het nummer wordt gezongen door Lundon, die tevens de tekst schreef. Dit is opvallend, aangezien Daly het grootste deel van de nummers van de groep zingt. De B-kant van de single bestaat uit "This Occupation", dat alleen op deze single is uitgebracht, en "Some People I Know to Lead Fantastic Lives", dat eerder op het debuutalbum Difficult Shapes & Passive Rhythms, Some People Think It's Fun to Entertain verscheen en in deze versie alleen op de 12"-versie van de single werd uitgebracht.
"Wishful Thinking" groeide uit tot de grootste hit van China Crisis en was in thuisland het Verenigd Koninkrijk hun enige single die de top 10 wist te bereiken, met een negende plaats als hoogste notering. In Zweden werd het een nummer 1-hit. Ook in andere Europese landen, waaronder Ierland en Duitsland, werd de top 20 behaald.
In Nederland was de plaat op woensdag 18 januari 1984 KRO Speciale Aanbieding op Hilversum 3 en werd een radiohit. De plaat bereikte de 14e positie in de Nederlandse Top 40 en de 16e positie in de Nationale Hitparade. In de TROS Top 50 werd de 23e positie bereikt. In België bereikte de single de 10e positie van de Vlaamse Ultratop 50 en de 15e positie van de Vlaamse Radio 2 Top 30.

## Hitnoteringen

### Nederlandse Top 40
| Hitnotering: 28-01-1984 | Hitnotering: 28-01-1984 | Hitnotering: 28-01-1984 | Hitnotering: 28-01-1984 | Hitnotering: 28-01-1984 | Hitnotering: 28-01-1984 | Hitnotering: 28-01-1984 | Hitnotering: 28-01-1984 | Hitnotering: 28-01-1984 |
| Week                    | 1                       | 2                       | 3                       | 4                       | 5                       | 6                       | 7                       |                         |
| ----------------------- | ----------------------- | ----------------------- | ----------------------- | ----------------------- | ----------------------- | ----------------------- | ----------------------- | ----------------------- |
| Positie                 | 35                      | 26                      | 19                      | 14                      | 14                      | 27                      | 38                      | uit                     |

### Nationale Hitparade
| Hitnotering: 04-02-1984 t/m 17-03-1984 | Hitnotering: 04-02-1984 t/m 17-03-1984 | Hitnotering: 04-02-1984 t/m 17-03-1984 | Hitnotering: 04-02-1984 t/m 17-03-1984 | Hitnotering: 04-02-1984 t/m 17-03-1984 | Hitnotering: 04-02-1984 t/m 17-03-1984 | Hitnotering: 04-02-1984 t/m 17-03-1984 | Hitnotering: 04-02-1984 t/m 17-03-1984 | Hitnotering: 04-02-1984 t/m 17-03-1984 |
| Week                                   | 1                                      | 2                                      | 3                                      | 4                                      | 5                                      | 6                                      | 7                                      |                                        |
| -------------------------------------- | -------------------------------------- | -------------------------------------- | -------------------------------------- | -------------------------------------- | -------------------------------------- | -------------------------------------- | -------------------------------------- | -------------------------------------- |
| Positie                                | 24                                     | 18                                     | 16                                     | 17                                     | 24                                     | 26                                     | 41                                     | uit                                    |

### TROS Top 50
Hitnotering: 08-03-1984 t/m 22-03-1984. Hoogste notering: #23 (1 week).

### NPO Radio 2 Top 2000
| Nummer met noteringen in de NPO Radio 2 Top 2000 | '00 | '01  | '02 | '03  | '04  | '05  | '06  | '07  | '08  | '09  | '10  | '11  | '12  | '13  | '14  | '15  | '16 | '17  |
| ------------------------------------------------ | --- | ---- | --- | ---- | ---- | ---- | ---- | ---- | ---- | ---- | ---- | ---- | ---- | ---- | ---- | ---- | --- | ---- |
| Wishful Thinking                                 | 873 | 1371 | 824 | 1072 | 1115 | 1347 | 1744 | 1774 | 1426 | 1825 | 1782 | 1978 | 1561 | 1732 | 1384 | 1650 | -   | 1765 |

1. ↑  Een '-' betekent dat het nummer niet was genoteerd en een vetgedrukt getal geeft de hoogste notering aan.
2. ↑  2000 was het eerste jaar met een notering voor dit nummer.
3. ↑  Deze tabel is bijgewerkt tot en met de laatste editie (2024).